# Charbuy
Charbuy là một xã của Pháp,tọa lạc ở tỉnh Yonne trong vùng Bourgogne. Người dân ở đây trong tiếng Pháp gọi là Charbuysiens.
Charbuy là một phần của khu vực độ thị Auxerre, là một thành phần của Cộng đồng các xã Auxerrois

## Hành chính
trước ông Delille George Bonnerue 
| Danh sách các thị trưởng               |           |                |                           |         |
| Giai đoạn                              | Giai đoạn | Tên            | Đảng                      | Tư cách |
| mars 1995                              | nos jours | Gérard DELILLE | mon parti c'est CHARBUY ! |         |
| Tất cả các dữ liệu trước đây không rõ. |           |                |                           |         |

## Thông tin nhân khẩu
| Năm | 1962 | 1968 | 1975 | 1982 | 1990 | 1999 |
| --- | ---- | ---- | ---- | ---- | ---- | ---- |
| Dân số | 710  | 744  | 838  | 1171 | 1463 | 1607 |
| From the year 1962 on: No double counting—residents of multiple communes (e.g. students and military personnel) are counted only once. |      |      |      |      |      |      |